# Wanda von Puttkamer
Wanda Anna Adda Wilhelmine von Puttkamer (* 18. März 1870 in Sorau, Provinz Brandenburg; † 20. Dezember 1944 in Bielitz bei Freystadt, Niederschlesien) war Hofdame der Großherzogin Sophie von Sachsen-Weimar-Eisenach und Autorin.

## Leben
Wanda von Puttkamer kam im Jahr 1893 im Alter von 23 Jahren als junge Hofdame in die Dienste der Großherzogin Sophie von Sachsen-Weimar-Eisenach (1824–1897) nach Weimar, Gemahlin des sächsischen Großherzogs Carl Alexander. Ihre Erlebnisse aus diesen knapp fünf Jahren am Weimarer Hof bis zu Sophies Tod (1897) hat sie in ihrem Buch Der Hof von Weimar unter Großherzog Carl Alexander und Großherzogin Sophie ausführlich beschrieben (Verlag E. S. Mittler & Sohn, Berlin 1932), aus dem in der Folgezeit Historiker und andere Autoren immer wieder gern zitiert haben und noch zitieren.

## Familie
Wanda von Puttkamer entstammte dem pommerschen Adelsgeschlecht Puttkamer und war die Tochter des königlich preußischen Appellationsgerichtsrats und Gutsbesitzers Henning von Puttkamer (1826–1907), der unter anderem Gutsherr auf Groß-Küssow  im Kreis Pyritz war. Das Gut Groß-Küssow hatte Anfang des 19. Jahrhunderts ihrem Urgroßvater Friedrich Wilhelm von Thulemeyer gehört, dessen Lebensgeschichte Wanda von Puttkamer später schrieb. Dieser hatte das Gut im Jahr 1810 seiner Tochter Louise vererbt, die 1816 den Oberstleutnant Wilhelm von Puttkamer geheiratet hatte.
Ihre Mutter war die Landratstochter Anna von Haza-Radlitz (1844–1899).
Sie heiratete am 23. Juni 1900 auf Gut Deutsch Karstnitz ihren Verwandten Erich von Puttkamer (1864–1936), königlich preußischer Regierungsrat und bis 1914 Gutsherr auf Lossin, dann auf Baumgarten  im Kreis Dramburg. Er war der Sohn des Landrats und Gutsbesitzers Richard von Puttkamer (1826–1898) und der Marie Gräfin von Schwerin (1827–1910).

## Veröffentlichungen
- Bernhard Suphan und das Goethe-Schiller-Archiv in Weimar. In: Deutsche Rundschau. Band XXXIX, Verlag Gebrüder Paetel, 1914, Seite 473ff.
- Ein Abschied von Beethoven. Erinnerung an Fr. Liszt. In: Tägliche Rundschau. 26. März 1927
- Der Hof von Weimar unter Großherzog Carl Alexander und Großherzogin Sophie. Erinnerungen aus den Jahren 1893 bis 1897. Verlag E. S. Mittler & Sohn, Berlin 1932
- Wie mich Goethe durch das Leben begleitete. In: Deutsches Adelsblatt. 1932, Seite 167ff.
- Das Altenburger Stift. Vorstellung der Institution, Leiterin Frau v. Thadden und Anna Nikisch v.Rosenegk. In: Deutsches Adelsblatt. 1932
- Das Goetheerbe der Großherzogin Sophie von Sachsen-Weimar-Eisenach. Ein Wort zur Goethe-Gedächtniswoche. In: Deutsches Adelsblatt. 1932
- Die Wartburg, eine Wächterin in Thüringen. In: Deutsches Adelsblatt. 1933
- Wilhelm Heinrich von Thulemeyer, königlich preußischer Etats- und Staatsminister 1683–1740. unveröffentlichtes maschinenschriftliches Manuskript
- Friedrich Wilhelm von Thulemeyer, gezant van Frederik den Grooten in Den Haag (1763–1781). In: Haagsch Maandblad. 1935, Seite 429ff.
- Richard Voß (1851–1918). In: Pommersche Lebensbilder. Band 2, Seite 377ff.